# 拉蒙·麦格塞塞奖
拉蒙·麦格塞塞奖（1957年4月由纽约洛克菲勒兄弟基金会的信託人出資創立，用以紀念1957年3月17日空難逝世的故菲律宾总统拉蒙·麦格塞塞。1957年5月設立「拉蒙·麦格塞塞奖基金會」（Ramon Magsaysay Award Foundation, RMAF）負責運行。1958年起，每年颁发给亚洲杰出成就的人士或组织，被誉為「亞洲的諾貝爾獎」。

## 項目
1958年起，麥格塞塞獎每年頒發給亞洲傑出成就的人士或組織，一開始該獎項共有五類。
- 政府服務（Government Service）
- 公共服務（Public Service）
- 社區領袖（Community Leadership）
- 報導、文學、創造性交流（Journalism, Literature and Creative Communication arts）
- 和平與國際理解（Peace and International Understanding）

2001年新設「新興領袖」（Emergent Leadership）類別，專門頒發予40歲以下亞洲傑出青年。
2009年起，將該獎項原始五項類別合併不區分 ，另保留「新興領袖」類別。
至今已有二百餘人与十多個组织获得拉蒙·麦格塞塞奖。

## 著名獲獎者
政府服務
- 米里亞姆·德芬索·桑蒂雅各（1988）
- 傑西·羅布雷多（2000）

公共服務
- 羅蘭士·嘉道理、 賀理士·嘉道理（1962）
- 贾雅普拉卡什·纳拉扬（1965）
- 詩琳通公主（1991）
- 朴元淳（2006）

社區領袖
- 維諾巴·巴韋（1958）
- 东姑阿都拉曼（1960）
- 敦阿都拉萨（1967）
- 穆罕默德·尤纳斯（1984）
- 阿卜杜拉赫曼·瓦希德（1993）

報導、文學、創造性交流
- 張俊河（1962）
- 黑澤明（1965）
- 萨蒂亚吉特·雷伊（1967）
- 弗朗西斯科·何塞（1980）
- 拉维·香卡（1992）
- 普拉姆迪亞·阿南達·杜爾（1995）

和平與國際理解
- 德蘭修女（1962）
- 緒方貞子（1997）
- 柯拉蓉·艾奎諾（1998）
- 平山郁夫（2001）
- 中村哲（2003）

未分類
- 宫崎骏（2024）

## 漢語圈獲獎者

### 政府服務
- 蔣夢麟（1958）
- 李國鼎（1968）
- 許世鉅（1969）
- 吳慶瑞（1972）
- 杜葉錫恩（1976）（英裔，歸化香港）
- 蘇南成（1983）
- 吳大猷（1984）
- 袁隆平（2001）

### 公共服務
- 阮樂化（1964）
- 梁從誡（2000）
- 吳青（2001）
- 高耀潔（2003）
- 蒋彦永（2004）

### 社區領袖
- 第十四世達賴喇嘛（1959）
- 鮑健士（英語：Mr Gus Borgeest）（1961）
- 林金山（1965）
- 釋證嚴（1991）
- 費孝通（1994）
- 何明德（1995）

### 報導、文學、創造性交流
- 宋凱汝（1964）
- 殷允芃（1987）
- 英若誠（1998）
- 林懷民（1999）

### 和平與國際理解
- 晏陽初（1960）
- 唐錫陽（2007）

### 新興領袖
- 陈光诚、 杜聰（2007）

### 2009年獎項不分類之後
- 曉剛（2009）
- 馬軍（2009）
- 霍岱珊（2010）
- 潘岳（2010）
- 傅企平（2010）
- 陳樹菊（2012）
- 胡舒立（2014）
- 王燦發（2014）
- 郑东尼（2017）

## 曾先後獲得拉蒙·麦格塞塞奖和諾貝爾獎的人
- 第十四世達賴喇嘛（1959年社區領袖獎；1989年諾貝爾和平獎）
- 加爾各答的德肋撒（1962年和平與國際理解獎；1979年諾貝爾和平獎）
- 穆罕默德·尤纳斯（1984年社區領袖獎；2006年諾貝爾和平獎）

## 外部連結
- 官方網站 （页面存档备份，存于）